# 미야기촌 (군마현)
미야기촌(일본어: 宮城村)은 일본 군마현의 중앙부, 아카기산 남쪽 기슭에 위치한 촌이다. 2004년 12월 5일, 세타군 오고정, 가스카와촌과 함께 마에바시시에 편입 합병되었다.

## 지리
마을의 절반 가까이를 아카기산 아야노가 차지하고 있다. 마을 면적은 48.15km로 동서 5.5km, 남북 18.0km로 남북으로 길쭉한 지형으로 구성되어 있다. 촌역은 아카기산 남쪽 기슭에 있으며 관동평야를 조망하는 경사지로 해발 400m를 부근을 경계로 북쪽은 급경사로 산림이 많고 남쪽은 완만한 경사지로 농지와 택지가 펼쳐진다.

## 촌민 헌장
- 헌장은 1960년 10월 1일 제정되었으며 내용은 다음과 같다.
  - 향토를 사랑하고 힘을 합쳐 살기 좋은 마을을 만듭시다.
  - 건강하고 근로를 존중하며 풍요로운 마을을 만듭시다.
  - 자연을 사랑하고 환경을 가꾸어 깨끗한 마을을 만듭시다.
  - 교육문화를 높이고 스포츠를 애호하며 밝은 마을을 만듭시다.
  - 노인을 아끼고 아이의 미래를 여는 행복한 마을을 만듭시다

## 역사
- 1889년 4월 1일 - 7개의 촌을 합병해 미야기촌이 성립하였다.
- 2004년 12월 5일 - 세타군 오고정, 가스카와촌과 함께 마에바시시에 편입 합병되었다.

## 경제
농업이 중심이지만 특히 축산업이 활발하다.
2001년 국내 세 번째 광우병 감염 소가 발견됐다.

## 철도
미야기 지구에는 조모 전철이 다니지 않기 때문에 철도는 없다. 다만 미야기촌 시대에는 마을 주민들이 통학 등에 이용하므로 조전에 재정 지원을 받고 있었다.

### 도로
- 국도 제353호선

도로 정비에 의해 미야기 지구 중심부에서 기타칸토도 이세사키 IC까지 20분 미만으로 갈 수 있게 되었다.

## 참고 문헌
- 角川日本地名大辞典編纂委員会, 『角川日本地名大辞典 10 群馬県』1988, 角川書店